# Protocolo ALOHA
Em Redes de Computadores, dentre os protocolos de acesso múltiplo da subcamada de controle de acesso ao Meio, destaca-se o Protocolo ALOHA, desenvolvido na década de 1970 por Norman Abramson na Universidade do Havaí. Este protocolo permite a alocação de um canal compartilhado de acesso aleatório e possuí duas versões ALOHA Puro e Slotted ALOHA. O Protocolo ALOHA permite que um host utilize o meio de transmissão sempre que tiver necessidade de enviar um frame pela rede. Uma vez que o meio é compartilhado podem ocorrer colisões e o frame é perdido. Para isso o ALOHA prevê que após o envio do frame o host deve aguardar 2xTp, onde Tp é o tempo máximo de propagação.